# عبد الملك بن أبجر الكناني
عبد الملك بن سعيد بن حيان بن أبجر الكناني طبيب مسلم بارع وتابعي جليل وكان في أول أمره مقيماً في الإسكندرية لأنه كان المتولي في التدريس بها من بعد الإسكندرانيين وذلك عندما كانت البلاد في ذلك الوقت لملوك النصارى. ثم إن المسلمين لما فتحوا مصر وملكوا الإسكندرية أسلم ابن أبجر على يد عمر بن عبد العزيز وكان حينئذ أميراً قبل أن تصل إليه الخلافة وصحبه فلما أفضت الخلافة إلى عمر وذلك في صفر سنة تسع وتسعين للهجرة نقل التدريس إلى أنطاكية وحران وتفرق في البلاد وكان عمر بن عبد العزيز يستطب ابن أبجر ويعتمد عليه في صناعة الطب وقد انتقل إلى الكوفة ومن ذريته الأطباء آل الأبجر في الكوفة.

## نسبه
- هو عبد الملك بن سعيد بن حيان بن أبجر من بني المطلب بن جدبان بن علقمة بن فراس بن غنم بن ثعلبة بن مالك بن كنانة بن خزيمة بن مدركة بن خزيمة بن إلياس بن مضر بن نزار بن معد بن عدنان، الفراسي المالكي الكناني.

## من أقواله
| عبد الملك بن أبجر الكناني | دع الدواء ما احتمل بدنك الداء | عبد الملك بن أبجر الكناني |

| عبد الملك بن أبجر الكناني | المعدة حوض الجسد والعروق تشرع فيه، فما ورد فيها بصحة صدر بصحة، وما ورد فيها بسقم صدر بسقم | عبد الملك بن أبجر الكناني |